# François Grenet
Pour les articles homonymes, voir Grenet (homonymie).
François Grenet, né le 8 mars 1975 à Bordeaux, est un footballeur français.

## Biographie
La famille Grenet est originaire de Bayonne. Il est le petit-fils du joueur de rugby à XIII et à XV Jean Dauger mais également de l'ancien maire de Bayonne Henri Grenet. Ce dernier occupera son mandat de 1959 jusqu'au jour de sa mort, le  14 avril 1995. Jean Grenet, père de François et fils d'Henri, devient le nouveau maire de la ville en 1995. Il est le cousin du rugbyman Vincent Etcheto.
Dans le même temps, François Grenet fait ses classes au sein de l'Aviron bayonnais football club en tant qu'attaquant. À l'âge de 15 ans, il quitte les Pyrénées-Atlantiques pour faire la suite de son apprentissage chez les Girondins de Bordeaux. Il débute avec l'équipe première des Girondins en 1991-92 alors que l'équipe joue en Division 2. Il fait son premier match en Division 1 lors de la saison 1992-93 en jouant le dernier match de la saison match contre l'Olympique lyonnais. Il rentre alors pour jouer les 20 dernières minutes du match, en remplacement de Zinédine Zidane.
François est sélectionné pour la première fois en décembre 1993 pour disputer un match amical contre la Bolivie avec le Pays basque (Euskal Selekzioa), match qui se solde par une victoire de la sélection basque (3-1) à Anoeta.
Il joue son troisième match avec les Girondins lors du 32e de finale retour de la Coupe de l'UEFA 1993-1994 contre les Bohemians de Dublin et une victoire 5-0. Il entre à la 65e minute de jeu alors que l'équipe mène déjà 3-0. Au cours des premières saisons avec les Girondins, il ne joue que rarement : attaquant de formation, il est donc utilisé comme remplaçant pendant des années et soit en défense, soit au milieu. Il inscrit néanmoins son premier but en Division 1 avec les Girondins contre les Lyonnais en 1994-1995. Il effectue sa meilleure saison sous les couleurs girondines en 1995-1996, jouant 26 matchs en Division 1 et 10 en Coupe de l'UEFA (plus 1 en Coupe Intertoto), faisant notamment son entrée le 19 mars 1996 lors du désormais célèbre match de Coupe d'Europe contre le Milan AC. Il rentre en remplacement de Daniel Dutuel et alors que les bordelais mènent 1 à 0. Finalement, l'équipe va s'imposer 3 buts à 0 grâce à un doublé de Christophe Dugarry. Lors de la finale retour contre le Bayern Munich, il joue les quatre dernières minutes du match en remplacement de Philippe Lucas, pour un score final de 1-3.
La saison suivante, repositionné arrière latéral, il profite du départ de Bixente Lizarazu pour avoir une place de titulaire dans l'équipe. Il participe à la conquête du titre de champion de France en 1998-99, mais il est ensuite de moins en moins utilisé par Élie Baup, qui lui préfère David Jemmali. Il quitte le club girondin en décembre 2001 après avoir effectué dix saisons au club et disputé plus de 200 matchs et inscrit 4 buts, toutes compétitions confondues.
Il rejoint alors la Premier League et Derby County pour jouer quatorze matchs de championnat lors de la saison 2001-02. Il ne parvient pas à s'intégrer dans le groupe et l'équipe finit à l'avant-dernière place du classement et est reléguée en Championship. Il retourne en France pour la saison suivante et signe pour deux saisons avec le Stade rennais, même si miné par les blessures, il ne joue que dix-huit matchs lors de ces deux saisons. 
Il met fin à sa carrière de joueur professionnel en 2006, après deux saisons infructueuses à l'OGC Nice, entraîné alors par son ancien entraîneur des Girondins, Gernot Rohr. Il est actuellement assureur à Lormont mais également de temps en temps consultant pour Canal+
En novembre 2024, il est élu président de la Ligue de football Nouvelle-Aquitaine.

## Palmarès

### En club
- Champion de France en 1999 avec les Girondins de Bordeaux
- Finaliste de la Coupe de la Ligue en 1997 et en 1998 avec les Girondins de Bordeaux
- Finaliste de la Coupe de l'UEFA en 1996 avec les Girondins de Bordeaux

### En Équipe du Pays basque
- 1 sélection en 1993

### Statistiques
- 219 matchs et 5 buts en Division 1/Ligue 1
- 15 matchs en Premier League
- 3 matchs en Championship
- 10 matchs en Ligue des Champions
- 28 matchs en Coupe de l'UEFA
- 1 match en Coupe Intertoto